# Cantharomyces thaxteri
Cantharomyces thaxteri är en svampart som tillhör divisionen sporsäcksvampar, och som beskrevs av Maire. Cantharomyces thaxteri ingår i släktet Cantharomyces, och familjen Laboulbeniaceae. Arten är reproducerande i Sverige.